# 平绒石韦
平绒石韦（学名：Pyrrosia porosa var. mollissima）为水龙骨科石韦属下的一个变种。

## 扩展阅读
- 維基物種上的相關：平绒石韦